# 津久井磯
津久井 磯（つくい いそ、1829年〈文政12年〉 - 1910年〈明治44年〉）は、日本の産婆（助産師）。群馬県前橋で産婆として活躍した後、群馬産婆会の初代会長を務め、産婆講習所の設立により後進の育成にも貢献した。正規の教育を受けて資格を得た助産師の源流に位置する。助産業の先駆者であり、日本の先駆者、職業婦人としての先駆者との声もある。日本第3の公許女医である高橋瑞子の師としても知られる。別名は津久井 磯子。

## 経歴
上野国群馬郡青梨木村（後の群馬県前橋市青梨子町）で、元水戸藩士の家に誕生した。17歳のときに伯父に引き取られた後、水戸藩の小石川藩邸に仕え、行儀作法を習った。
1853年（嘉永6年）、津久井家に嫁いだ。津久井家は40代も代々続いた名家であり、夫の津久井文譲も西洋医学を学んで産科医として開業していたが、診察料にこだわらず、また名医であったことから訪問客が多いため、生活は楽ではなかった。磯はその窮状を救うべく、産婆として働き、夫を助けることを決心した。名家の妻が外で働くことは考えもつかない時代であり、磯の行動は周囲を驚かせた。
1864年から1870年（明治3年）にかけて、夫から産科学を学ぶと共に臨床実習を行った後、同1870年8月、産婆を開業した。その2か月後に、夫が63歳で死去した。磯との間に子は生まれず、夫は再婚であり、津久井家は先妻の子が継いだ。その後は竪町（後の前橋市千代田町）で独立した。高い技術と熱心さにより「産医師も及ばない」といわれた。
折しも産婆には規則ができ、開業には免許を要するようになった。それまでの産婆は資格も免状もなく、ときには堕胎や間引きもし、非衛生的な処置から妊婦の死につながることもあったため、東京府産婆教授所が1875年（明治8年）に設置され、正式な産婆教育の始まった時代であった。磯は上京して産婆教授所で学び、資格を取得。内務省発行による免許証を持つ、数少ない産婆の1人となった。すでに産婆として十数年の実務経験を積んでいた上に、夫からは医学も学んだため、評判はさらに高まった。「東京で修業した産婆が前橋で開業している」との評判で、弟子数人を要するまでになった。
産婆業務に関する取締りとしての規則が相次ぐ一方で、教育制度は皆無であったため、磯は1888年（明治21年）、群馬初の私立産婆学校である私立上毛産婆学校を設立し、校長に就任した。さらに産婆界全般の資質向上を目指しての組織作りにも奔走し、同1888年に群馬産婆会を立ち上げ、初代会長に就任した。他にも、産婆講習所の幹事も務めた、
1910年（明治44年）、東京の孫の家で、病気のため82歳で死去した。翌1911年（明治45年）には磯や師弟たちの尽力の末に、群馬初の県立産婆看護婦養成所が設立された。
没後、磯に師事していた高橋瑞子は、顕彰碑の建設のために津久井家の子らと共に奔走した末、1918年（大正7年）、津久井家の菩提寺である前橋市三河町の隆興寺に、顕彰碑が建立された。発起人の筆頭には「高橋瑞」の名がある。同年の除幕式には、瑞子も晩年で病気がちの中で参列した。

## 人物・評価
群馬文化協会発行『上毛女人』（1950年）によれば、その人物像は誇り高く、物に動じない太っ腹な気質、実行力があり、男勝りである一方、慈しみ深く、質素であった。また産婆開業前に、伯父の家では鎖鎌も習っており、産婆として夜半に遠方に出かける際にも鎖鎌を携え、夜盗相手にも恐れることはなかった。夜半の遠方でも必ず産婆として駆けつけたことから、産家からは非常に感謝された。酒席でも得意の鎖鎌の技を披露し、長い御殿務めによりその立ち振る舞いは「一糸乱れぬ美しい」と伝えられている。
『上毛女人』によれば、磯子の生涯は「医師と実行と技術と愛と知性の揃っためざましくも輝かしい成功の歴史」「婦人が決して男性の劣るものではないことを証明する生涯」とされ、「このような生涯こそ、後々までも女性の生活と魂を揺り動かし導く鞭とも炬火ともなるものでありましょう」と評価されている。